# Linia kolejowa nr 387
Linia kolejowa nr 387 Wschowa – Lipinka Głogowska – niezelektryfikowana normalnotorowa linia kolejowa o długości 18,600 km. Linia była wykorzystywana do podróży oraz transportu do stacji Sława Śląska.

## Historia linii
- 1 października 1913 – otwarcie linii
- 1 stycznia 1990 – zamknięcie linii dla ruchu pasażerskiego
- 1 stycznia 1991 – zamknięcie linii dla ruchu towarowego
- 1 stycznia 2002 – linia nieprzejezdna – zaasfaltowany przejazd obok stacji Łysiny Na odcinku Wschowa – Łysiny tory w kilku miejscach rozkradzione